# Taeniastrotos
Taeniastrotos is een geslacht uit de Taeniacanthidae, een familie uit de orde Poecilostomatoida van de Copepoda of eenoogkreeftjes.

## Soorten
- T. braziliensis
- T. californiensis
- T. trachuri
- T. tragus